# Орфей
Орфе́й (др.-греч. Ὀρφεύς, лат. Orpheus) — легендарный певец и музыкант-лирист, герой древнегреческих мифов. Также известен как поэт и философ.
Основатель культовых обрядов орфических мистерий и религиозно-философского учения — орфизма. Образ Орфея присутствует в значительном количестве произведений искусства.

## Происхождение имени
Было предложено несколько этимологий имени Орфей. Вероятно, оно происходит от гипотетического пра-и.е. *h₃órbʰos — «сирота, слуга, раб». Из того же корня происходит др.-греч. ὀρφανός «сирота, безотцовщина», от которого через латынь произошло англ. orphan «сирота».
Фульгенций, мифограф конца V — начала VI века н. э., предложил народную этимологию от Oraia-phonos со значением «лучший голос».

## В мифологии

### Происхождение
Существует множество различных версий о происхождении Орфея. По наиболее распространённому варианту, он сын фракийского речного бога Эагра и музы Каллиопы. По другим версиям, сын Эагра и Полигимнии, либо Клио, либо Мениппы; либо Аполлона (у Пиндара) и Каллиопы.
Согласно Лексикону Свиды, родился за 11 поколений до Троянской войны и прожил 9 или 11 поколений. Согласно Геродору, было два Орфея, позднейший из которых был аргонавтом. Ученик Лина или Мусея, либо сын Мусея, либо учитель Мусея.

### Ранние годы
Фракиец, из области киконов. Жил в селении Пимплея у подножия Олимпа, неподалёку от Диона.
Любимец Аполлона. Аполлоном ему была подарена золотая лира, с помощью которой можно было приручать диких животных, двигать деревья и скалы. Эсхил в трагедии «Агамемнон» так описывает воздействие голоса Орфея (обращаясь к корифею): «Язык твой — язык Орфея наоборот: Тот водил за собой все, вызывая радость своим голосом…».
Довёл количество струн на лире до девяти. Победил в игре на кифаре в погребальных играх по Пелию.
Участвовал в походе аргонавтов за золотым руном. Об этом имеется упоминание во фрагменте из произведения Симонида и в поэзии Пиндара. Он пел команду гребцам.
Давнейшее из дошедших до нас изображений Орфея — его фигура на метопе сокровищницы сикионцев в Дельфах среди всадников, которых принято считать аргонавтами.
Отправился в Египет и там значительно усовершенствовал свои знания, став первым из эллинов в теологии, обрядах, поэзии и музыке. Запрещал пролитие крови.
Не почитал Диониса, а поклонялся Солнцу-Аполлону, восходя на Пангейскую гору к восходу. Был посвящён в Самофракийские мистерии. По другому рассказу, открыл тайные обряды Диониса, установил их на горе, названной от его кифары Кифероном. Построил храм Коры Сотеры в Спарте. Деревянная статуя Орфея находилась в храме Деметры Элевсинской в Лаконике.

### Орфей и Эвридика
После смерти жены спускался за ней в подземное царство. Очаровал своим пением и игрой на лире Аида и Персефону — так, что они согласились возвратить на землю Эвридику. Но она вынуждена была сразу же вернуться назад, потому что Орфей нарушил условие, поставленное богами, — взглянул на неё ещё до выхода из подземного царства. Согласно Овидию, после окончательной потери Эвридики Орфей разочаровался в женской любви и научил фракийцев любви к юношам.

### Гибель

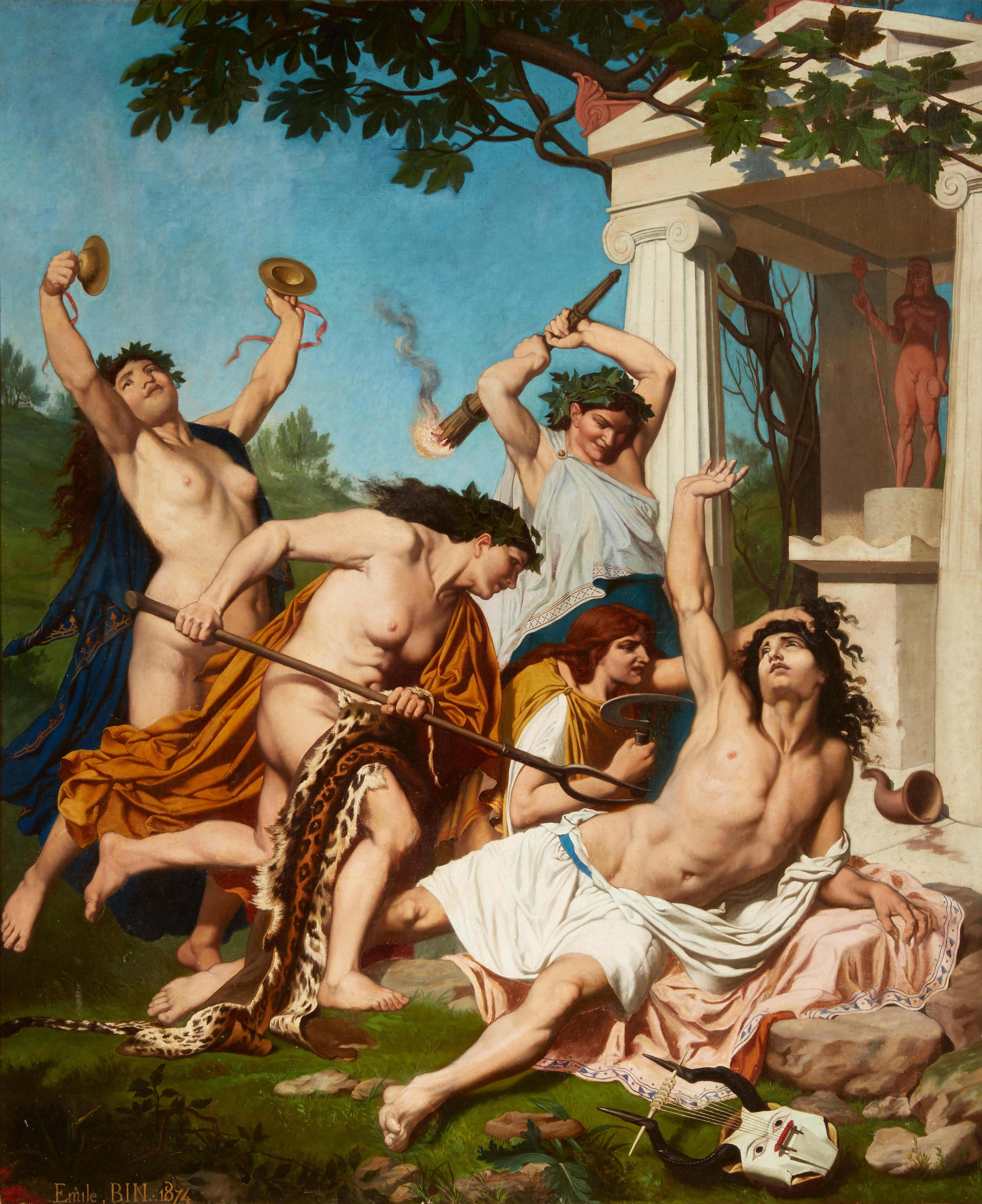
Эмиль Бен. Смерть Орфея, 1874

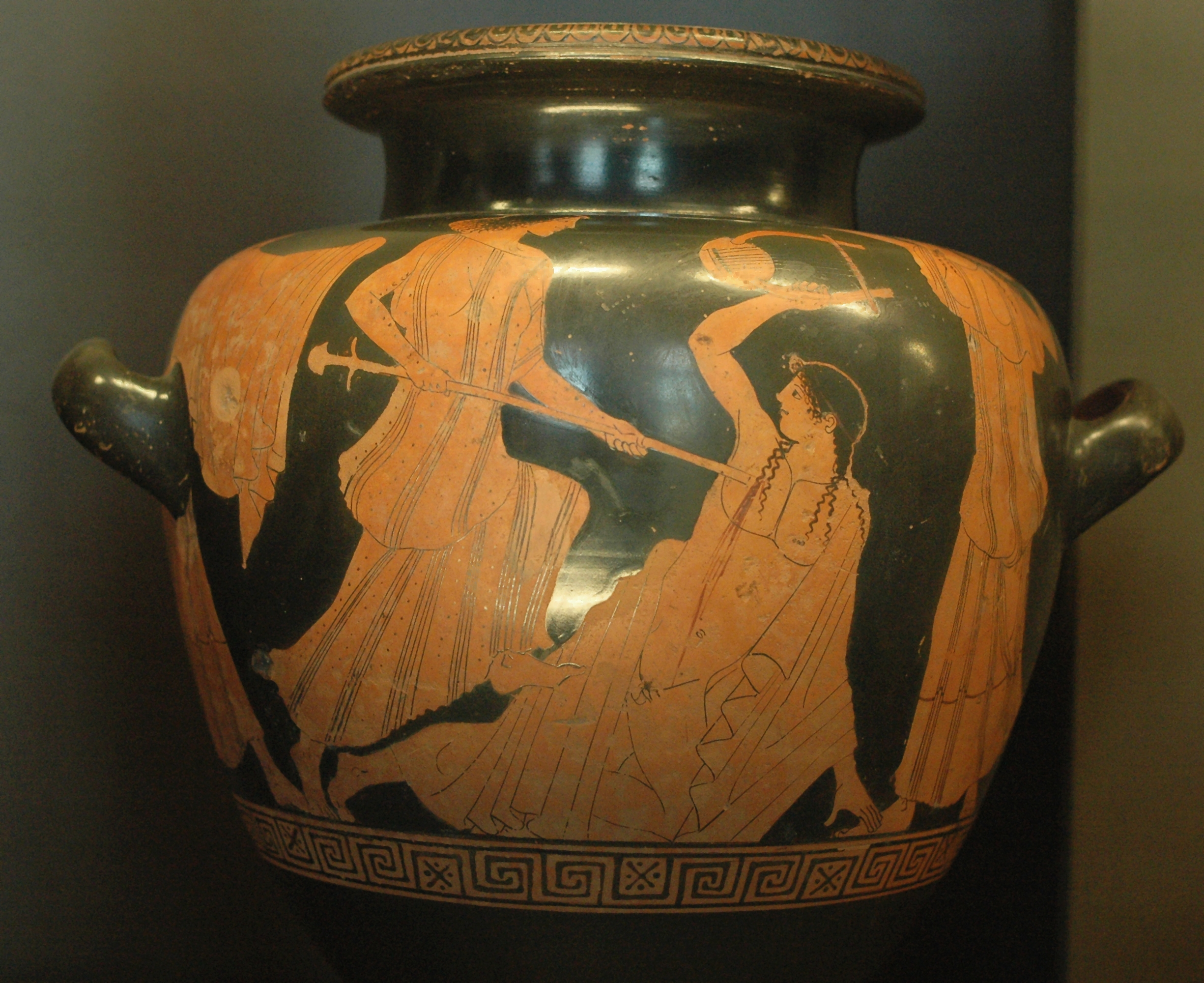
Гибель Орфея, стамнос работы вазописца Гермонакса, Лувр

Существует несколько рассказов о его смерти. По Овидию, был растерзан фракийскими менадами за то, что презрел их любовные притязания. По Конону, фракийские и македонские женщины убили Орфея за то, что он (будучи жрецом местного храма Диониса) не допустил их к мистериям. Либо был убит за то, что стал свидетелем мистерий Диониса, превращён в созвездие Коленопреклоненного. Либо за то, что в песне, восхваляющей богов, пропустил Диониса. Убит фракийскими женщинами в городе Дие (Македония): урну показывали у реки Геликон в Македонии. По версии Павсания, был поражён молнией.

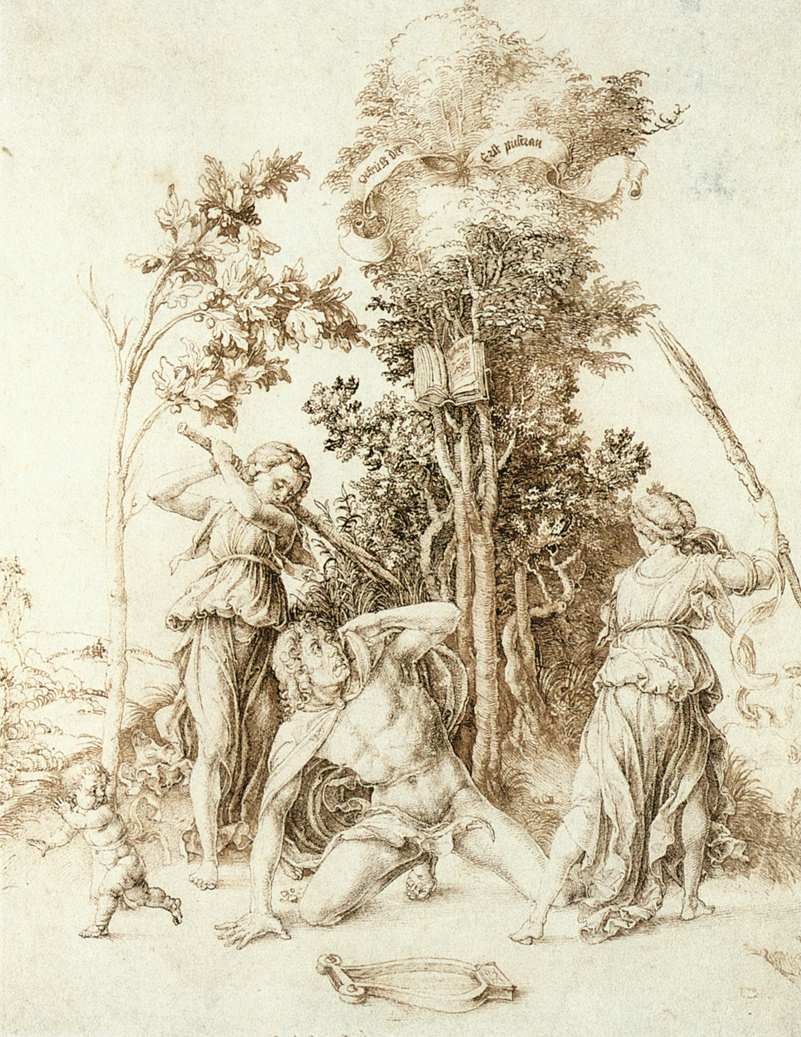
Дюрер. Гибель Орфея, 1494

Мифы о растерзании Орфея менадами легли в основу орфических культов. Его растерзание бассаридами описывалось в трагедии Эсхила «Бассариды», где упоминалась и гора Пангей (фр.23-24 Радт).
Эдониек, убивших Орфея, Дионис превратил в дубы. В отместку за Орфея фракийцы татуировали своих жён. Музы собрали вместе его растерзанное на куски тело и похоронили его тело в Либетрах, а лиру Зевс поместил среди созвездий. Гимны Орфея пели Ликомиды при совершении таинств. Голова и лира плыли по Гебру и выброшены на Лесбос у Мефимны (или только голова), лиру поместили в святилище Аполлона. На Лесбосе было святилище, где пророчествовала его голова. По одному из древнегреческих мифов, после смерти Орфей был помещён на небо в образе Лебедя, недалеко от Лиры. После смерти его душа выбрала жизнь лебедя из-за ненависти к женщинам.

## Орфизм
Полумифическому Орфею приписывается создание одной из наиболее значительных предфилософских школ Древней Греции — орфизма. Эта школа была по сути религиозной, а орфизм можно назвать своего рода «ересью» на основе традиционной греческой религии. Тем не менее, «Орфей» и орфизм сыграли определённую роль в генезисе философского мышления, предопределив некоторые принципы ранней греческой науки.
Орфизм получил наибольшее распространение в VI веке до н. э. в Аттике эпохи Писистрата, в VI—V веках до н. э. укоренившись главным образом в Южной Италии и на Сицилии.
От орфической школы сохранился ряд своеобразных сочинений: это орфические теогонии, священные сказания и другое. В основном эти произведения дошли во фрагментах — либо на пластинках или папирусах, либо в позднейших пересказах. Однако уже классическая критическая традиция (Платон и Аристотель) пересказывают основные положения орфической школы. Прародителями всего, вслед за Гомером, выступают Океан и Тефия, родившиеся от Геи и Урана. Океан и Тефия прежде были сплетены вместе, но затем разделились под действием «лютой вражды». Тогда же породился и Эфир, в котором появились планеты, звёзды, горы и моря. Возникновение животного «подобно плетению сети» — оно возникает из органов постепенно (в этом Орфей предопределил прото-эволюционную концепцию Эмпедокла).
Известен миф о Дионисе Загрее, сыне Зевса и Персефоны, растерзанном титанами, стихийными силами земли. Вкусившие плоть Диониса, они были испепелены молниями Зевса, и из этого пепла, смешавшейся с кровью бога, произошёл человеческий род, который и отличается дерзновенностью титанов и страдальчеством Диониса. Отсюда — орфизм как учение о равенстве всех людей, независимо от сословий. В основе орфической антропологии лежит утверждение о двойственности природы человека, имеющем два начала: низшее — телесное, титаническое, и высшее — духовное. Нравственный долг каждого человека, учили орфики, состоит в том, чтобы содействовать освобождению дионисийского начала, очиститься от унаследованной от титанов скверны.
Своеобразным сводом их молитв-заклинаний является сборник философско-ритуального характера, авторство которых приписывается Орфею, известный под названием «Орфические гимны».

## Образ в искусстве
Орфей как художественный образ известен в искусстве с первой половины VI в. до н. э.
Как отмечает исследовательница Е. Гнездилова, среди многочисленных античных и библейских мифов, используемых в литературе XX столетия, миф об Орфее занимает особое место, благодаря ему в культуре XX века актуализируются проблемы художественного творчества, психологии творческой личности, исследуется феномен Поэта, а также обсуждаются такие экзистенциальные категории, как одиночество, любовь и смерть.
Канадский литературовед Ева Кушнер, исследовавшая особенности интерпретации мифа об Орфее во французской литературе XIX — первой половины XX века, отмечала тогдашнюю особую популярность мотива любви Орфея и Эвридики, что связывала с общим для многих французов настроением одиночества и бесприютности человека в мире. Особое место, как сквозная тема всего творчества, проскальзывает у французского писателя Жана Кокто.
Из сохранившихся авторов впервые упомянут у Алкия и Ивика.

## Музыка

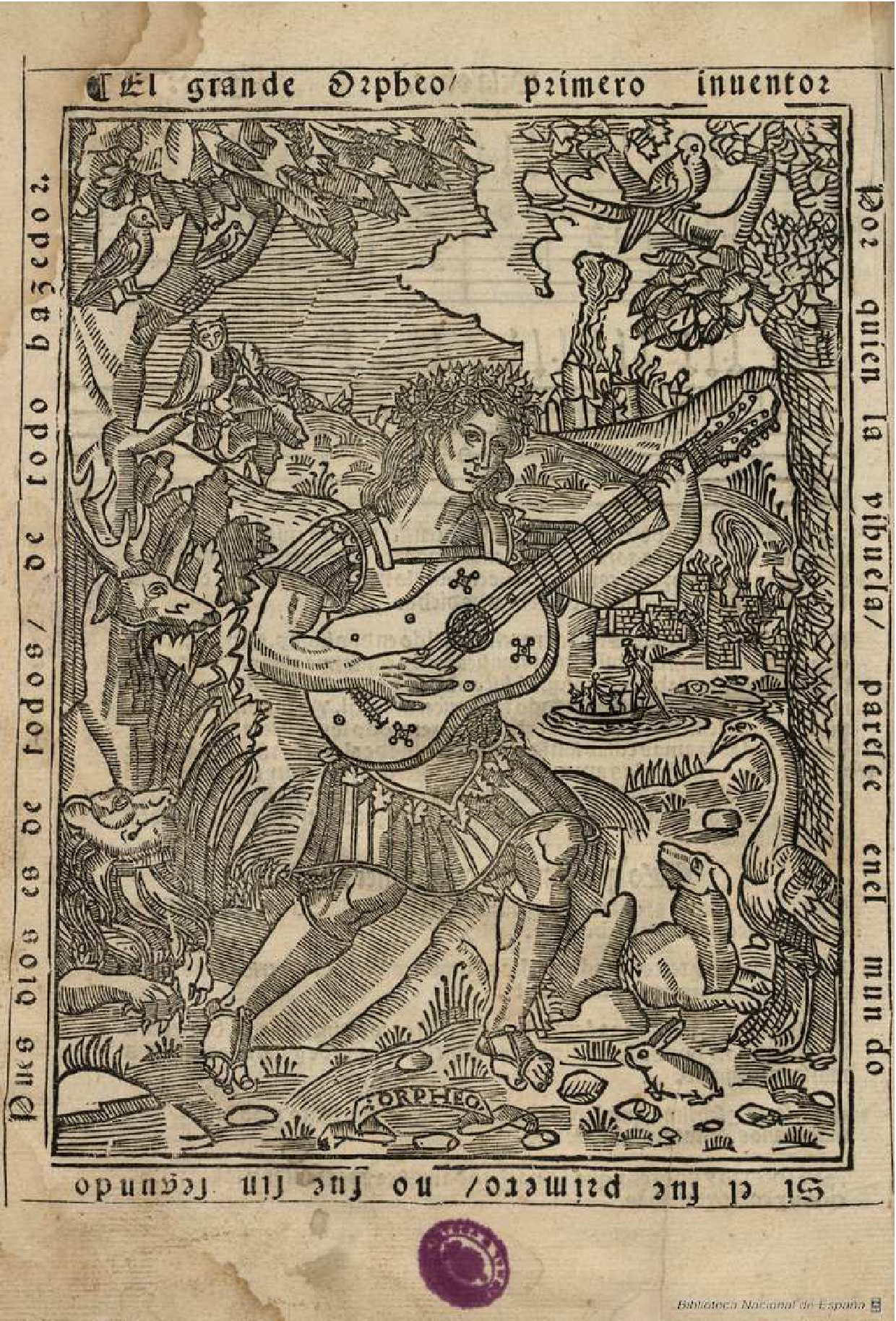
Орфей с вуэльей. Иллюстрация из «El Maestro» Луиса Миляна, 1536

Особенно часто к истории певца, усмиряющего зверей и богов своей музыкой, обращались композиторы:
- Якопо Пери: Euridice (1600)
- Джулио Каччини: Euridice (1600, премьера 1602)
- Клаудио Монтеверди: L’Orfeo (1607)
- Доменико Белли: Orfeo Dolente (1616, Флоренция)
- Генрих Шютц: балетная опера Orpheus und Eurydice (1638, музыка утрачена)
- Антонио Сарторио: L’Orfeo (1672)
- Маркантуан Шарпантье: La descente d’Orphée aux enfers (1686/87)
- Райнхард Кайзер: Orpheus (1709)
- Иоганн Йозеф Фукс: Orfeo ed Euridice (1715)
- Жан-Филипп Рамо: кантата Orphée (ок. 1721)
- Георг Филипп Телеман: Orpheus (1726)
- Уильям Хейс: ода Orpheus and Euridice (1735)
- Кристоф Виллибальд Глюк: Orfeo ed Euridice (1762)
- Йозеф Гайдн: L’anima del filosofo (1791, премьера 1951)
- Ференц Лист: симфоническая поэма Orpheus (1854)
- Жак Оффенбах: Орфей в аду (1858)
- Эрнст Кшенек: Orpheus und Eurydike (1923)
- Карл Орф: переработка L’Orfeo Монтеверди (1924/1940)
- Игорь Стравинский: балет Orpheus (1947)
- Пьер Анри и Пьер Шеффер: Orphée 53 (1953)
- Луис Бонфа: Black Orpheus (Manhã de Carnaval, 1959)
- The Herd: From the Underworld (1967)
- The Walker Brothers: Orpheus (1967)
- Райнхард Мей: Ich wollte wie Orpheus singen (1967)
- Тито Скипа мл.: Orfeo 9 (1972)
- Михаэль Денхофф: O Orpheus singt (1977)
- Ханс Вернер Хенце: Orpheus (1978); Orpheus behind the wire (1981—1983)
- Герт Домхардт: Orpheus-Fragmente (I—III, 1985—1994)
- Дэвид Сильвиан: Orpheus (1987)
- Клаус Милинг: Orphée, кантата (1988)
- Филип Гласс: опера Orphée (1993)
- Рольф Рим: Restoring the Death of Orpheus (2000)
- Кармен Консоли: Orfeo (2000)
- Николаус А. Хубер: Der entkommene Orpheus (2001)
- Stormlord: A Sight Inwards (2001)
- Ash: Orpheus (2004)
- Nick Cave and the Bad Seeds: The Lyre of Orpheus (2004)
- Amber: In den Tiefen des Hades (2005)
- Анаис Митчелл: Hadestown (2010, и мюзикл 2016)
- Otto Dix: Orpheus (2010)
- Saltatio Mortis: Orpheus (2011)
- Arcade Fire: Awful Sound (Oh Eurydice), It’s Never Over (Hey Orpheus) (2013)
- Хельмут Эринг: Orfeo14 (2014), Orfeo17 (2017), EURYDIKE? vol. 1 (2019)
- Франсуа Котино: L’Orphée de Rilke (2015)
- Тимо Юко Херрманн: La lira d’Orfeo (2015/16)
- Orphaned Land feat. Hansi Kürsch: Like Orpheus (2018)
- Hozier: Talk (2019)
- Мэтью Окойн: Eurydice (2020)
- Даррен Корб: Lament of Orpheus (2020)
- Иоганнес Брамс: вокальное сочинение Naenia op. 82 (1881)
- Владимир Генин: моноопера (монодрама) ORPHEUS. EURYDIKE. HERMES (2017, премьера 2023 в Концертном зале им. Пьера Булеза в Берлине